# Mercury-Jupiter

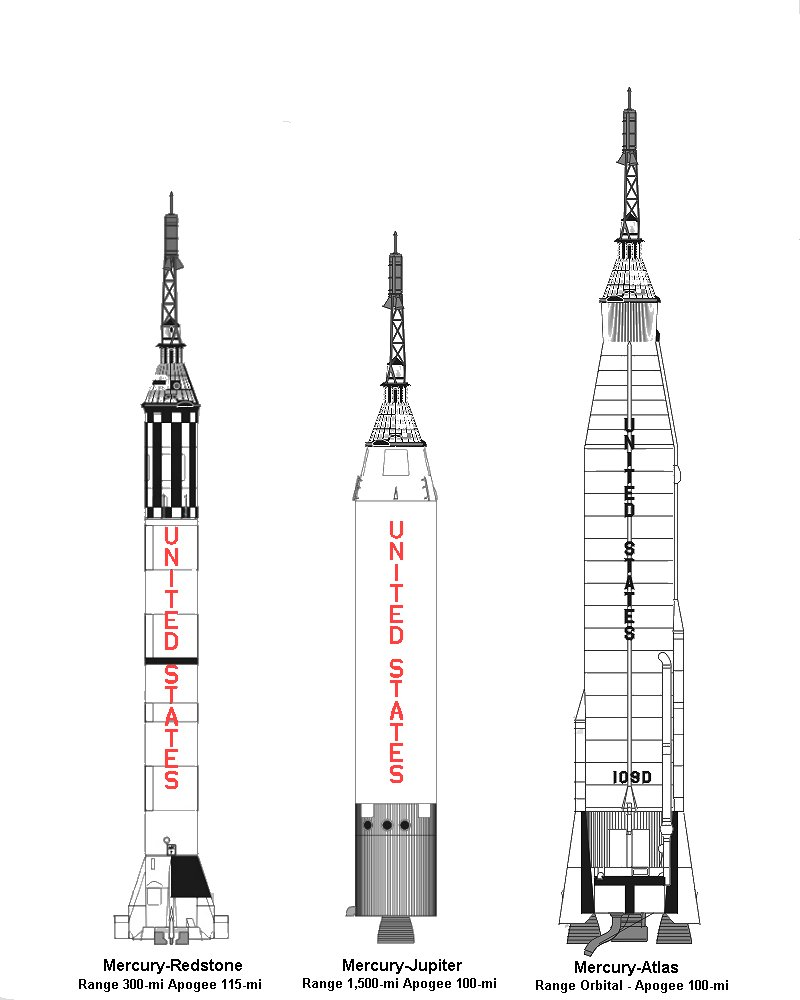
Il missile Jupiter (al centro) in confronto al Redstone e all'atlas

La Mercury-Jupiter era una missione spaziale in cui il missile Jupiter era stato proposto per un volo suborbitale per il programma Mercury nell'ottobre del 1958; tuttavia non ha mai volato ed è stato cancellato nel luglio del 1959 per problemi di budget. 
 Avrebbe dovuto condurre la capsula Mercury ad una quota di circa 500 km all'apogeo ad una velocità di 14000 km/h con una gittata di 2500 km.
Quando sono stati effettuati dei test biologici sulla traiettoria si è visto che durante il rientro un astronauta avrebbe dovuto sopportare una decelerazione pari a 40 volte la forza di gravità e dunque non poteva essere sfruttato al massimo delle sue capacità in un volo con equipaggio umano.